# 218274 Albertferenc
218274 Albertferenc este o planetă minoră (asteroid) din centura de asteroizi. A fost descoperită pe 29 martie 2003 la Piszkéstetői Obszervatórium⁠(d) de Krisztián Sárneczky⁠(d). 
Obiectul prezintă o orbită caracterizată de o semiaxă mare de 2,7592516452691 UAi, o excentricitate de 0,076648486956706, o înclinație de 4,3484275007006 ° în raport cu ecliptica.